# Anita Bose-Pfaff
Anita Pfaff (* 29. November 1942 in Wien geb. Schenkel-Bose) ist eine deutsche Wirtschaftswissenschaftlerin, ehemalige Professorin an der Universität Augsburg und Politikerin (SPD).

## Familie
Bose-Pfaff ist die Tochter des indischen Politikers Subhash Chandra Bose (Netaji) und seiner österreichischen Frau Emilie Schenkl. Sie ist Netajis einziges Kind. Auf einer Reise nach Indien lernte sie ihren heutigen Ehemann, den Volkswirtschaftler und ehemaligen Augsburger SPD-Bundestagsabgeordneten Martin Pfaff, kennen. Sie haben zusammen drei Kinder.

## Akademische Karriere
Pfaff studierte Volkswirtschaft und lehrte ab 1971 an der Universität Augsburg, vor allem mikroökonomische Theorie, Verteilungstheorie sowie Arbeitsmarkttheorie und -politik. Dort war sie Professorin und gründete mit ihrem Mann das Internationale Institut für empirische Sozialökonomie. Ihr wissenschaftliches Interesse gilt der Sozialpolitik, der Gesundheitsökonomik, Public Health sowie der Transferökonomie.
Ihre Kenntnisse hat sie auch in den wissenschaftlichen Beirat für Frauenpolitik beim Bundesministerium für Familie, Senioren, Frauen und Jugend bzw. Gesundheit und Jugend und im Beirat für Raumordnung beim Bundesministerium für Bauwesen und Städtebau eingebracht. Sie war Mitglied der Enquete-Kommission „Demographischer Wandel“ des Deutschen Bundestages und veröffentlichte für die Hans-Böckler-Stiftung.
Sie gehörte von 1978 bis 1982 dem erweiterten Vorstand der „Gesellschaft für Wirtschafts- und Sozialwissenschaften“ an und war Mitglied verschiedener wissenschaftlicher Beiräte. So war sie stellvertretende Vorsitzende des Wissenschaftlichen Beirats des Deutschen Instituts für Wirtschaftsforschung in Berlin. Seit 1989/90 war sie Frauenbeauftragte an der Universität Augsburg. Nach ihrer Emeritierung 2008 wurde sie die erste „amica universitatis“ der Universität Augsburg.

## Politik
Im Oktober 2011 wurde Anita Bose-Pfaff in Stadtbergen nach langjähriger Zugehörigkeit zum Stadtrat als SPD-Kandidatin zur 2. Bürgermeisterin gewählt. 2014 trat sie aus Altersgründen von beiden Ämtern zurück.

## Medien
Anita Bose-Pfaff wird im Bollywood-Film Netaji Subhas Chandra Bose: The Forgotten Hero erwähnt.